# Roger Lindo
Róger Lindo. (San Salvador, 1955) es escritor y periodista salvadoreño. Su actividad periodística se sitúa principalmente en el diario La Opinión de Los Ángeles, donde ha cubierto un abanico de temas que incluyen inmigración, educación, economía, transporte, energía y movimiento laboral. Investigó y escribió numerosos artículos sobre la crisis inmobiliaria que se produjo en 2007, así como sobre sus secuelas. Es autor de numerosos artículos de opinión sobre una diversidad de temas y asuntos. Fue colaborador de la revista Tendencias, la publicación salvadoreña de política y cultura más importante de la posguerra en El Salvador. También ha sido colaborador de Milenio Diario y Milenio Revista de México, y ha sido columnista de La Prensa Gráfica de El Salvador. En 2002 obtuvo el primer premio en la categoría Comentario/Editorial de New California Media (NCM) por una columna sobre los ataques del 11 de septiembre de 2001. Actualmente radica en El Salvador, donde continúa escribiendo para La Opinión y otros medios. 

## Obras publicadas
- Los infiernos espléndidos (poesía) Editorial DPI, Colección Poesía. San Salvador, 1998
- El perro en la niebla (novela) Editorial Verbigracia. España, 2008.
- La isla de los monos (novela) UCA Editores.[1]